# Liste der Naturdenkmale in Winterburg
Die Liste der Naturdenkmale in Winterburg nennt die im Gemeindegebiet von Winterburg ausgewiesenen Naturdenkmale (Stand 7. März 2024).

## Naturdenkmale
| Nr.         | Bezeichnung | Lage                                  | Beschreibung | Bild                                    |
| ----------- | ----------- | ------------------------------------- | ------------ | --------------------------------------- |
| ND-7133-445 | Götz-Linde  | Soonwaldstraße, auf dem Friedhof Lage | Tilia sp.    | Direkt Bild zu diesem Denkmal hochladen |
| ND-7133-446 | Dorflinde   | Soonwaldstraße, bei Nr. 20 Lage       | Tilia sp.    | Fotos hochladen                         |